# Решіточник червоний
 
Решіточник червоний (Clathrus ruber) — вид грибів роду родини веселкові (Phallaceae). Сучасну біномінальну назву надано у 1801 році.

## Будова
Кулясте або яйцеподібне молоде плодове тіло вкрите білою зовнішньою оболонкою 5–10 см заввишки. Перидій згодом швидко зникає, відкриваючи товстий драглистий середній шар. Червонувате або жовтувато-біле дозріле плодове тіло складається з куполоподібного сітчастого рецептакула 15–17 см заввишки, з округлими або кутастими отворами. Ніжки не має. Внутрішня поверхня сітки рецептакула вкрита спроносним шаром, що має дуже неприємний різкий запах. Овальні безбарвні спори розповсюджуються комахами, які збираються на запах.

## Життєвий цикл
Утворює плодові тіла з квітня по листопад.

## Поширення та середовище існування
Росте в Європі, Північній Америці та Північній Африці. В Україні виявлений в Закарпатті, Кримському Лісостепу та на Південному березі Криму. Можна знайти в старих парках або лісопаркових зонах, на межі культурної та природної лісової рослинності з дуба пухнастого з домішкою ялівцю високого та граба східного.

## На марках

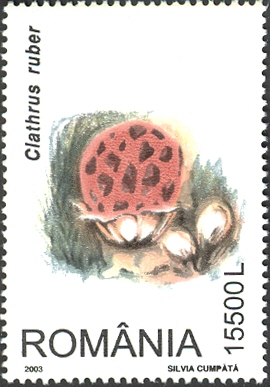

Оригінальний декоративний гриб, який часто відтворюють на марках:
- Польща, 1980
- Угорщина, 1990
- Румунія, 2003

## Природоохоронний статус
Включений до третього видання Червоної книги України (2009 р.). Охороняється в Ялтинському гірськолісовому природному заповіднику, в природному заповіднику «Мис Мартьян», а також у Нікітському ботанічному саду.

## Галерея

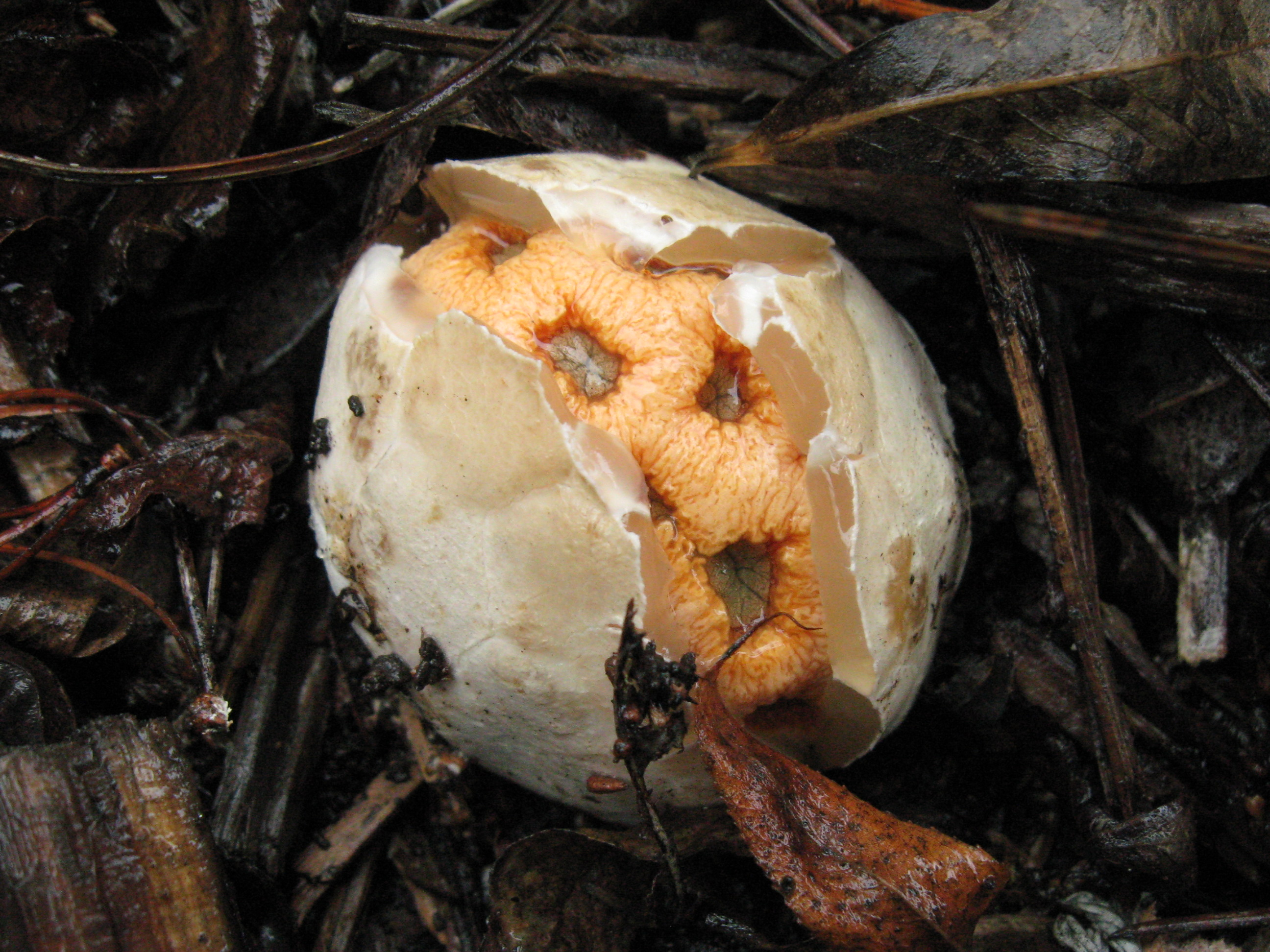
Молоде плодове тіло
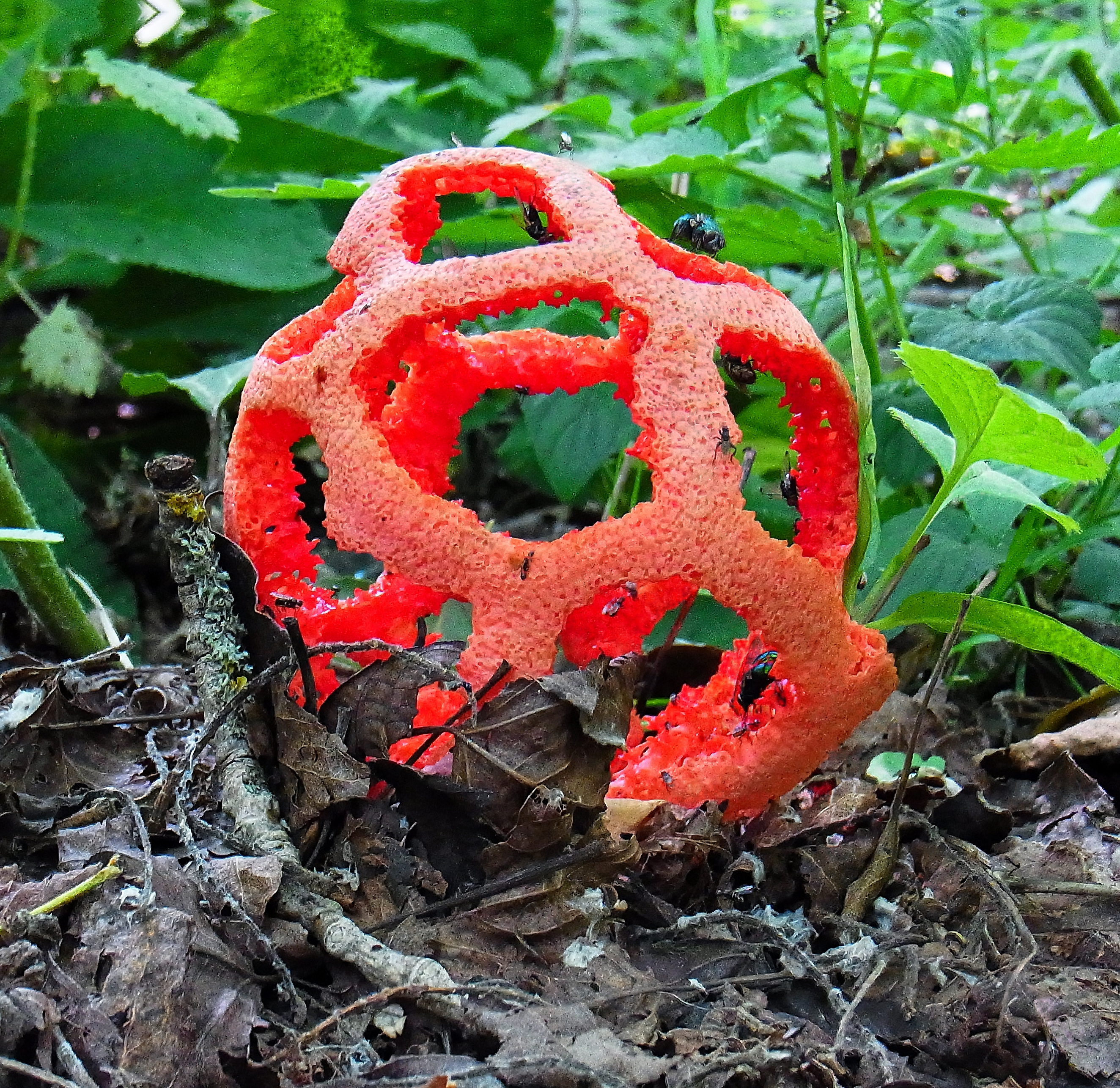
Яскраво-червоний екземпляр гриба з комахами
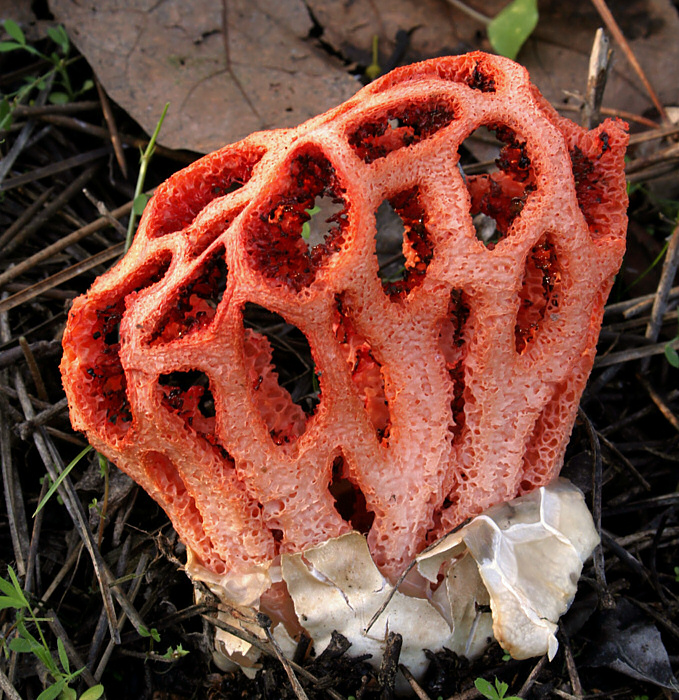
Гриб із залишками покривала
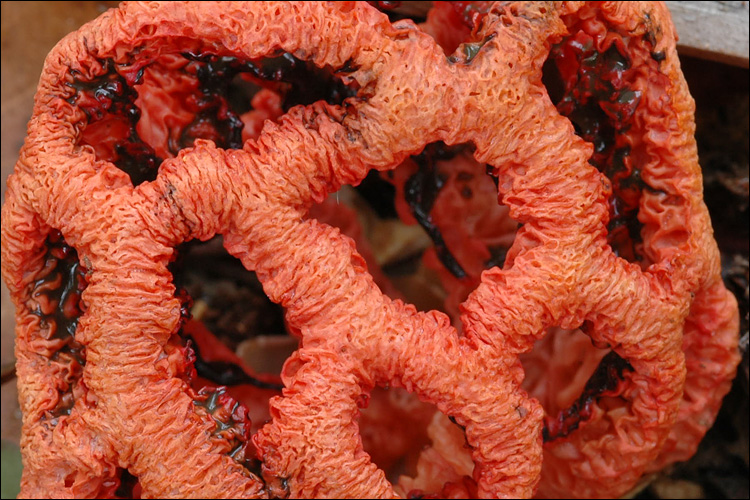
Збільшена фотографія решітки гриба